# His Last Crooked Deal (film 1913)
His Last Crooked Deal è un cortometraggio muto del 1913 diretto da Bertram Bracken. Prodotto da Siegmund Lubin per la sua Lubin Manufacturing Company, il film è interpretato da Henry King e Dolly Larkin.

## Produzione
Il film fu prodotto dalla Lubin Manufacturing Company.

## Distribuzione
Distribuito dalla General Film Company, il film - un cortometraggio in una bobina - venne distribuito nelle sale USA il 30 agosto 1913. È conosciuto anche con il titolo alternativo The Last Crooked Deal.